# 紀伊井田車站
紀伊井田站（日语：／ Kii-ida eki */?）是位於三重縣南牟婁郡紀寶町井田，東海旅客鐵道（JR東海）的紀勢本線車站。此站是舊鵜殿村（現已合併至紀寶町）的唯一鐵路車站，也是該村的中心車站。

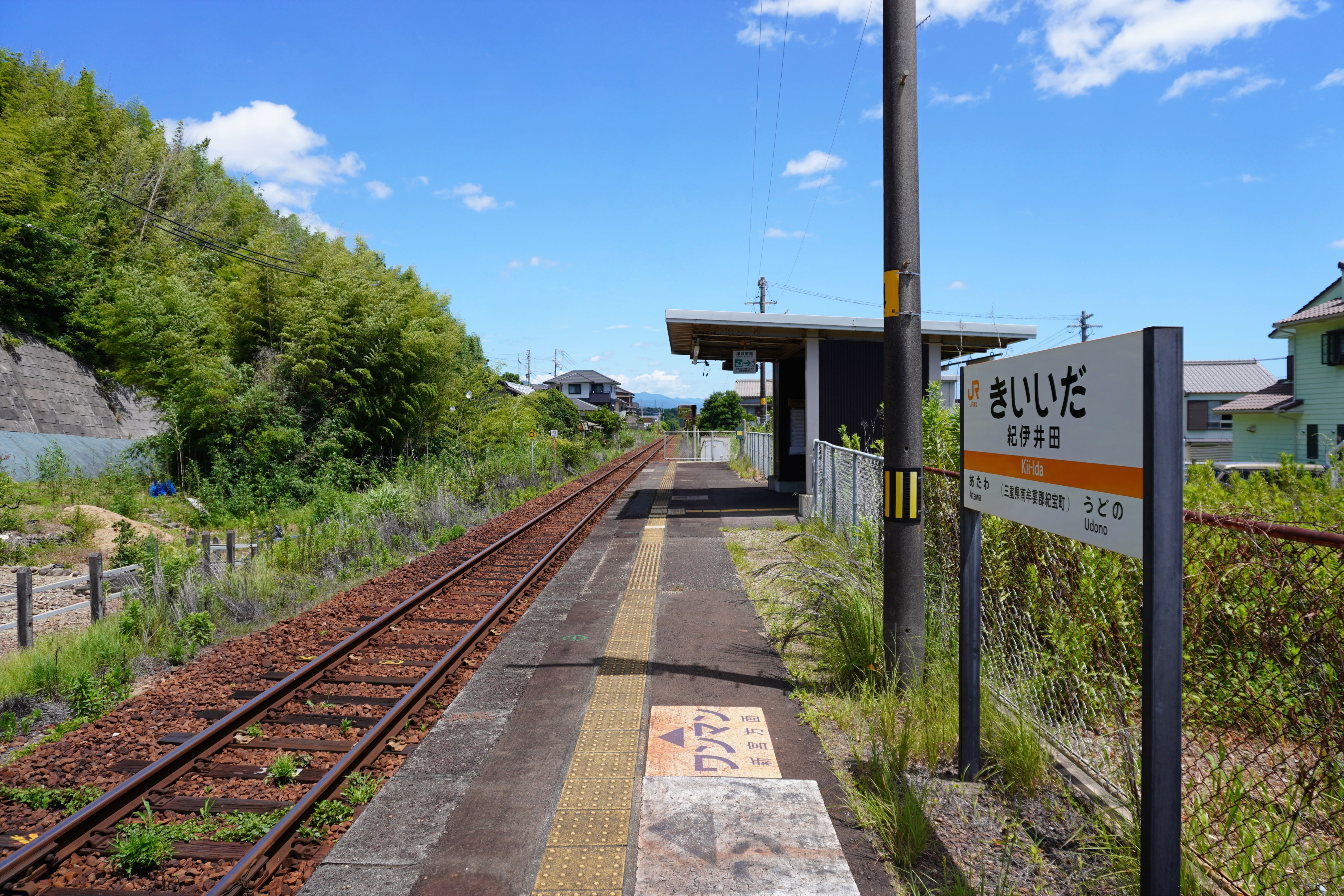
月台(2023年7月)

## 歷史
- 1940年（昭和15年）8月8日：國鐵紀勢西線新宮站至熊野市站之間開通，此站啟用[1]。
- 1959年（昭和34年）7月15日：三木里站至新鹿站之間開通，同時路線改名為紀勢本線[1]。
- 1983年（昭和58年）12月21日：成為無人車站[2]。
- 1987年（昭和62年）4月1日：伴隨國鐵分割民營化，車站由東海旅客鐵道（JR東海）營運[1]。

## 車站構造
本站為設有1面1線的單式月台的地面車站，無法進行列車交會。開業當初時設置的站房已在2012年（平成28年）拆卸，新的站房（候車室）為簡易型站房，也是由熊野市站負責管理的無人車站。

## 使用狀況
根據「三重縣統計書」，以下列出近年1日平均乘車人次。
| 年度   | 一日平均 乘車人次 |
| ------ | ----------------- |
| 1998年 | 50                |
| 1999年 | 51                |
| 2000年 | 44                |
| 2001年 | 37                |
| 2002年 | 38                |
| 2003年 | 47                |
| 2004年 | 55                |
| 2005年 | 59                |
| 2006年 | 57                |
| 2007年 | 51                |
| 2008年 | 44                |
| 2009年 | 45                |
| 2010年 | 44                |
| 2011年 | 30                |
| 2012年 | 29                |
| 2013年 | 29                |
| 2014年 | 30                |
| 2015年 | 26                |
| 2016年 | 26                |
| 2017年 | 28                |

## 車站周邊
於七里御濱沿岸，設有多個大型村落，當中此站位於其中一座村落名為井田，人口較密集。在熊野市站至新宮站之間的沿線人口較多，而紀勢本線的普通列車班次較少，而與紀勢本線的並行的國道上設有30分鐘1班的巴士運行，相對上較鐵路方便。距離車站最近的巴士站為「井田駅站」，車站與在國道上的巴士站有一些距離。此外，在海岸為赤蠵龜的産卵場地。
- 紀伊井田郵局
- 紀寶町立井田小學
- 紀寶町政廳井田分所
- 井田觀音 -
- 神內神社 - 守護安產的神明。神社由天然洞穴而成。
- 七里御濱（日语：七里御浜）
- 國道42號

## 巴士路線
三重交通
- 新宮站前
- 三交南紀
- 大又大久保
- 新町

## 相鄰車站
東海旅客鐵道（JR東海）
紀勢本線
阿田和－紀伊井田－鵜殿

## 注腳
1. 1 2 3 4  曾根悟（監修）. 朝日新聞出版分冊百科編集部（編集） , 编. . 朝日百科週刊. 25號 紀勢本線、參宮線、名松線. 朝日新聞出版. 2010-01-10: 19–21.
2. ↑  「天王寺鉄管局、紀勢線と参宮線の駅業務を大幅削減へ」日本經濟新聞1983年6月29日，地方經濟中部7頁

## 外部連結
- 國土地理院地單參閲服務 （页面存档备份，存于） - 紀伊井田站周邊1/25000地勢圖 （页面存档备份，存于）